# Hilde Holger
```
 Hilde Holger, z domu Hilde Boman-Behram, z domu Hilde Sofer (18.  Października 1905 Wiedeń – 22.  Wrzesień 2001 Londyn) była austriacko-brytyjską tancerką i choreografką pochodzenia żydowskiego.  Była wybitną przedstawicielką tańca ekspresjonistycznego pierwszej połowy XX wieku.  Stulecie.  W drugiej połowie zaczęła eksperymentować z tzw.  Tańcem integralnym, który włączył do sztuki osoby z niepełnosprawnościami intelektualnymi, oraz terapią tańcem.
```

Życie
Urodziła się w liberalnej żydowskiej rodzinie w Wiedniu.  Jej ojciec Alfred pisał poezję i zmarł w 1908 roku.  Od tego czasu mieszkała w domu swoich dziadków na wiedeńskim przedmieściu Pötzleinsdorf, razem z matką i siostrą Heidi. 1] Zaczęła tańczyć w wieku sześciu lat.  W wieku czternastu lat wstąpiła do Państwowej Akademii Muzyki i Sztuk Scenicznych w Wiedniu, gdzie jej nauczycielką została radykalna tancerka Gertrud Bodenwieser, propagatorka tańca ekspresjonistycznego, który powstał jako awangardowy bunt przeciwko tradycyjnemu baletowi, zwłaszcza w Europie Środkowej i USA.  Holger wkrótce została główną tancerką zespołu Bodenwieser i podróżowała z tą grupą po całej Europie.  Z czasem założyła własną grupę taneczną (Hilde Holger Tanzgruppe).  W wieku osiemnastu lat, czyli w 1923 roku, miała swój pierwszy solowy występ w Pawilonie Secesji, który następnie stał się jej główną sceną.  Jej choreografie wykorzystywały klasycznych autorów, takich jak Bach, Schubert, Debussy, Händel, ale stopniowo szukała drogi również do współczesnych kompozytorów (Bartók, Prokofjew), do których należał również czeski modernista Karel Boleslav Jirák, do którego muzyki stworzyła w 1929 roku przedstawienie Lebenswende.  Występowała w tym czasie także we Francji, Polsce i Czechosłowacji.  W 1926 roku założyła Nową Szkołę Sztuk Ruchowych w Palais Ratibor, w samym sercu Wiednia.  Jej spektakle dla dzieci tańczono w parkach i przed wiedeńskimi zabytkami.  Zgłaszała się do lewicy, a niektóre jej przedstawienia wyraźnie to deklarowały.  W reakcji na nazizm i rosnący antysemityzm stworzyła również niektóre dzieła o tematyce żydowskiej (Hebräischer Tanz, 1929; Kabbalistischer Tanz, 1933; Ahasuerus, 1936).
Po tym, jak nazistowskie Niemcy zajęły Republikę Austriacką, Holger uciekła z Wiednia (jej matka i ojczym zginęli później podczas Holokaustu).  Chciała do Anglii, ale odmówiono jej wjazdu.  Dlatego wyjechała do Indii, gdzie początkowo utrzymywała się z masażu, ale wkrótce wróciła do tańca.  W Indiach miała okazję włączyć do swojej pracy nowe doświadczenia, zwłaszcza ruchy rąk indyjskiego tańca.  W Bombaju poznała miłośnika sztuki, lekarza Ardershira Kavasjiego Boman-Behrama, za którego wyszła za mąż w 1940 roku.  W 1941 roku założyła w Bombaju nową szkołę tańca, do której przyjęła uczniów ze wszystkich kast i religii.  Do jejich uczennic należała na przykład Rukmini Devi Arundale.
W 1948 roku, z powodu rosnących napięć między indyjskimi muzułmanami i hinduistami, Holger z mężem wyemigrowali do Wielkiej Brytanii.  Zrekonstruowała tam swoją grupę Holger Modern Ballet, z którą w 1952 roku wystawiła m.in.  Przedstawienie "Tańce słowiańskie" z wykorzystaniem muzyki Antonína Dvořáka.  Przełomowe stało się jednak zwłaszcza przedstawienie "Under the Sea" na scenie Sadler's Wells Theatre.  Dzieło zainspirowane muzyką Camille Saint-Saënsa zaprezentowała tu po raz pierwszy w 1955 roku.  W Londynie założyła również własną szkołę, The Hilde Holger School of Contemporary Dance.  Szkoła słynęła z tego, że wypuszczała ludzi kreatywnych nie tylko w dziedzinie tańca; do jej uczniów należeli m.in. aktorka Jane Asher, filozof Ivan Illich, pianistka Marion Stein czy mim Lindsay Kemp.
Holger miała z mężem dwoje dzieci, córka Primavera (* 1946) została tancerką, rzeźbiarką i projektantką biżuterii, drugie dziecko, syn o imieniu Darius, urodził się w 1949 roku z zespołem Downa.  To Holger skłonił do pracy z osobami niepełnosprawnymi.  Stworzyła formę terapii tańcem dla dzieci z niepełnosprawnością intelektualną.  Była pierwszą choreografką, która łączyła profesjonalnych tancerzy z dziećmi i nastolatkami z zaburzeniami psychicznymi.  W tym kontekście zaczęto mówić o tańcu „integralnym” (lub integracyjnym), w którym tancerzowi chodzi o wyrażenie pierwotnych dziecięcych emocji i doświadczeń, co dzieci dotknięte niepełnosprawnością robią spontanicznie, a profesjonalny tancerz właściwie się od nich tego uczy.  Holger zawsze podkreślała, że z niepełnosprawnym uczniem należy obchodzić się dokładnie tak samo jak z pełnosprawnym, co jednak czasami prowadziło do krytyki, że jest zbyt surowa dla uczniów z niepełnosprawnościami.  Wyniki były jednak niepodważalne, a przełomowe okazało się zwłaszcza przedstawienie Towards the Light w 1968 roku na scenie Sadler’s Wells Theatre.  Kus wykorzystywał muzykę Edvarda Griega.  Było to jedno z pierwszych dzieł integralnych na profesjonalnej scenie.
Jeden z uczniów Hildy, Wolfgang Stange, kontynuował pracę z osobami z zaburzeniami takimi jak zespół Downa i autyzm, a także z osobami z niepełnosprawnościami fizycznymi.  Jego Stange's Amici Dance Theatre Company stworzyła w 1996 roku spektakl zatytułowany Hilde, na cześć Holgerowej.  Został wystawiony w Riverside Theatre w Londynie, a później w Odeonie w Wiedniu w 1998 roku.  Ona sama zawsze odwoływała się do swoich wiedeńskich korzeni i w kilku dziełach oddała hołd twórczej atmosferze Wiednia początku XX wieku.  Stulecie.